# Campeonato Sul-Americano de Basquete de 2014
O Campeonato Sul-Americano de Basquete de 2014 é a 46ª edição do Campeonato Sul-Americano de Basquete. Oito times disputam a competição, realizada em Isla Margarita, Venezuela nos dias 24 e 28 de Julho. Argentina é a atual campeã da competição. Essa é a primeira eliminatória para a Copa América de Basquete de 2015.

## Rodada Preliminar

### Grupo A
| Time      | P | J | V | D | PF  | PC  | SP   |
| --------- | - | - | - | - | --- | --- | ---- |
| Argentina | 6 | 3 | 3 | 0 | 239 | 168 | +71  |
| Brasil    | 5 | 3 | 2 | 1 | 238 | 174 | +64  |
| Paraguai  | 4 | 3 | 1 | 2 | 204 | 221 | –17  |
| Equador   | 3 | 3 | 0 | 3 | 171 | 289 | –118 |

Todos os horários estão no Horário de Brasília
| 24 de Julho 13:30 |                                                  | Equador | 44–100                                                      | Argentina |  |  |  |
| 24 de Julho 13:30 | Placar por quarto: 9–10, 13–37, 4–32, 18–21      |         |                                                             |           |  |  |  |
| 24 de Julho 13:30 | Pts: Carcelén 9 Rbts: Delgado 7 Asts: Cárdenas 2 |         | Pts: Mata 15 Rbts: cinco jogadores 3 Asts: três jogadores 3 |           |  |  |  |

| 24 de Julho 16:00 |                                                         | Brasil | 73–56                                                        | Paraguai |  |  | SporTV |
| 24 de Julho 16:00 | Placar por quarto: 14–17, 18–9, 23–11, 18–19            |        |                                                              |          |  |  | SporTV |
| 24 de Julho 16:00 | Pts: Hettsheimeir 13 Rbts: Hettsheimeir 9 Asts: Chaia 3 |        | Pts: Araujo 16 Rbts: Pérez, Fabio 4 Asts: quatro jogadores 2 |          |  |  | SporTV |

| 25 de Julho 11:00 |                                                   | Equador | 54–106                                                            | Brasil |  |  | SporTV |
| 25 de Julho 11:00 | Placar por quarto: 16–17, 11–29, 6–31, 21–29      |         |                                                                   |        |  |  | SporTV |
| 25 de Julho 11:00 | Pts: Carcelén 9 Rbts: Quintero 8 Asts: Quintero 2 |         | Pts: Olivinha, Mineiro 17 Rbts: Olivinha, Felício 7 Asts: Chaia 8 |        |  |  | SporTV |

| 25 de Julho 16:00 |                                                            | Argentina | 75–65                                                 | Paraguai |  |  |  |
| 25 de Julho 16:00 | Placar por quarto: 25–15, 11–19, 27–13, 12–18              |           |                                                       |          |  |  |  |
| 25 de Julho 16:00 | Pts: Richotti 16 Rbts: Laprovíttola 7 Asts: Laprovíttola 5 |           | Pts: Fabio 19 Rbts: Fabio 12 Asts: quatro jogadores 2 |          |  |  |  |

| 26 de Julho 11:00 |                                               | Paraguai | 83–73                                             | Equador |  |  |  |
| 26 de Julho 11:00 | Placar por quarto: 20-13, 24-19, 20-17, 19-24 |          |                                                   |         |  |  |  |
| 26 de Julho 11:00 | Pts: Fábio 18 Rbts: Fábio 15 Asts: Fábio 5    |          | Pts: Cancelén 20 Rbts: Delgado 7 Asts: Cárdenas 4 |         |  |  |  |

| 26 de Julho 16:00 |                                             | Brasil | 59–64                                           | Argentina |  |  | SporTV |
| 26 de Julho 16:00 | Placar por quarto: 12-21, 15-8, 19-8, 13-27 |        |                                                 |           |  |  | SporTV |
| 26 de Julho 16:00 | Pts: Silva 12 Rbts: Souza 10 Asts: Luz 2    |        | Pts: Safar 17 Rbts: Espinoza 7 Asts: Figueroa 3 |           |  |  | SporTV |

### Grupo B
| Time      | P | J | V | D | PF  | PC  | SP   |
| --------- | - | - | - | - | --- | --- | ---- |
| Venezuela | 6 | 3 | 3 | 0 | 229 | 167 | +62  |
| Uruguai   | 5 | 3 | 2 | 1 | 258 | 164 | +94  |
| Chile     | 4 | 3 | 1 | 2 | 192 | 238 | –46  |
| Peru      | 3 | 3 | 0 | 3 | 164 | 274 | –110 |

Todos os horários estão no Horário de Brasília
| 24 de Julho 11:00 |                                                           | Uruguai | 92–52                                                              | Chile |  |  |  |
| 24 de Julho 11:00 | Placar por quarto: 16–8, 26–15, 28–15, 22–14              |         |                                                                    |       |  |  |  |
| 24 de Julho 11:00 | Pts: Aguiar 18 Rbts: Wachsmann-Mallner 12 Asts: Osimani 6 |         | Pts: Suárez 13 Rbts: Fontena, Valencia 5 Asts: Schuler, Valencia 1 |       |  |  |  |

| 24 de Julho 18:30 |                                                                 | Peru | 49–86                                              | Venezuela |  |  |  |
| 24 de Julho 18:30 | Placar por quarto: 11–28, 13–18, 12–27, 13–13                   |      |                                                    |           |  |  |  |
| 24 de Julho 18:30 | Pts: Chávez, Saldaña 10 Rbts: Masias 6 Asts: Céspedes, Masias 3 |      | Pts: Vásquez 13 Rbts: Colmenares 6 Asts: Vásquez 4 |           |  |  |  |

| 25 de Julho 13:30 |                                                          | Peru | 45–103                                               | Uruguai |  |  |  |
| 25 de Julho 13:30 | Placar por quarto: 4–25, 16–23, 10–29, 15–26             |      |                                                      |         |  |  |  |
| 25 de Julho 13:30 | Pts: Sambucetti 15 Rbts: Chávez 6 Asts: Morales, López 3 |      | Pts: Aguilera 15 Rbts: Borsellino 15 Asts: Osimani 5 |         |  |  |  |

| 25 de Julho 18:30 | Report | Venezuela                                        | 76–55 | Chile                                      |  |  |  |
| 25 de Julho 18:30 | Report | Placar por quarto: 22–14, 22–13, 19–13, 13–15    |       |                                            |  |  |  |
| 25 de Julho 18:30 | Report | Pts: Vásquez 15 Rbts: Vásquez 6 Asts: Cubillán 5 |       | Pts: Isla 12 Rbts: Valencia 7 Asts: Isla 3 |  |  |  |

| 26 de Julho 13:30 |                                                  | Chile | 85–70                                                       | Peru |  |  |  |
| 26 de Julho 13:30 | Placar por quarto: 23-18, 24-15, 24-17, 14-20    |       |                                                             |      |  |  |  |
| 26 de Julho 13:30 | Pts: Morales 18 Rbts: Fontena 7 Asts: Carrasco 3 |       | Pts: Bellatin, Monges 15 Rbts: 3 jogadores 5 Asts: Chávez 4 |      |  |  |  |

| 26 de Julho 18:30 |                                                  | Venezuela | 67–63                                                     | Uruguai |  |  |  |
| 26 de Julho 18:30 | Placar por quarto: 20-13, 10-9, 19-28, 18-13     |           |                                                           |         |  |  |  |
| 26 de Julho 18:30 | Pts: Vásquez 19 Rbts: Marriaga 7 Asts: Vásquez 4 |           | Pts: Aguiar 14 Rbts: Wachsman-Mallner 9 Asts: Fitipaldo 3 |         |  |  |  |

## Fase Final
|  | Semifinais                   | Semifinais                   |    |                              | Final                        | Final |  |
|  |                              |                              |    |                              |                              |       |  |
|  | 27 de Julho – Isla Margarita |                              |    |                              |                              |       |  |
|  | Argentina                    | 79                           |    |                              |                              |       |  |
|  | Uruguai                      | 68                           |    |                              |                              |       |  |
|  |                              |                              |    |                              |                              |       |  |
|  |                              |                              |    |                              | 28 de Julho – Isla Margarita |       |  |
|  |                              |                              |    |                              | Argentina                    | 65    |  |
|  |                              | Venezuela                    | 74 |                              |                              |       |  |
|  |                              |                              |    |                              |                              |       |  |
|  |                              |                              |    |                              |                              |       |  |
|  |                              |                              |    |                              | Terceiro lugar               |       |  |
|  | 27 de Julho – Isla Margarita | 27 de Julho – Isla Margarita |    | 28 de Julho – Isla Margarita | 28 de Julho – Isla Margarita |       |  |
|  | Venezuela                    | 66                           |    | Uruguai                      | 61                           |       |  |
|  | Brasil                       | 65                           |    |                              | Brasil                       | 66    |  |

Disputa pelo 5º Lugar
|  | Semifinais                   | Semifinais                   |    |                              | Quinto Lugar                 | Quinto Lugar |  |
|  |                              |                              |    |                              |                              |              |  |
|  | 27 de Julho – Isla Margarita |                              |    |                              |                              |              |  |
|  | Paraguai                     | 80                           |    |                              |                              |              |  |
|  | Peru                         | 56                           |    |                              |                              |              |  |
|  |                              |                              |    |                              |                              |              |  |
|  |                              |                              |    |                              | 28 de Julho – Isla Margarita |              |  |
|  |                              |                              |    |                              | Paraguai                     | 75           |  |
|  |                              | Chile                        | 49 |                              |                              |              |  |
|  |                              |                              |    |                              |                              |              |  |
|  |                              |                              |    |                              |                              |              |  |
|  |                              |                              |    |                              | Sétimo Lugar                 |              |  |
|  | 27 de Julho – Isla Margarita | 27 de Julho – Isla Margarita |    | 28 de Julho – Isla Margarita | 28 de Julho – Isla Margarita |              |  |
|  | Chile                        | 74                           |    | Peru                         | 63                           |              |  |
|  | Equador                      | 57                           |    |                              | Equador                      | 90           |  |

### Semifinal da Disputa do Quinto Lugar
| 27 de Julho 11:00 |                                                                | Paraguai | 80–56                                                 | Peru |  |  |  |
| 27 de Julho 11:00 | Placar por quarto: 16-4, 17-19, 25-22, 22-11                   |          |                                                       |      |  |  |  |
| 27 de Julho 11:00 | 'Pts: Pérez, Zanotti 14 Rbts: Ortiz 9 Asts: quatro jogadores 2 |          | Pts: Morales, Monges 14 Rbts: Masias 5 Asts: Monges 4 |      |  |  |  |

| 27 de Julho 13:30 |                                              | Chile | 74–57                                                       | Equador |  |  |  |
| 27 de Julho 13:30 | Placar por quarto: 26-14, 16-9, 18-18, 14-16 |       |                                                             |         |  |  |  |
| 27 de Julho 13:30 | Pts: Isla 18 Rbts: Isla 10 Asts: Valencia 5  |       | Pts: Carcelén 14 Rbts: Quintero 16 Asts: Delgado, Tenorio 2 |         |  |  |  |

### Semifinals
| 27 de Julho 16:00 |                                                         | Argentina | 79–68                                                   | Uruguai |  |  | SporTV |
| 27 de Julho 16:00 | Placar por quarto: 31-20, 11-13, 21-13, 16-22           |           |                                                         |         |  |  | SporTV |
| 27 de Julho 16:00 | Pts: Laprovíttola 15 Rbts: Delía 6 Asts: Laprovíttola 6 |           | Pts: Aguiar 21 Rbts: Wachsmann-Mallner 8 Asts: Parodi 2 |         |  |  | SporTV |

| 27 de Julho 18:30 |                                                           | Venezuela | 66–65                                          | Brasil |  |  | SporTV |
| 27 de Julho 18:30 | Placar por quarto: 16-15, 12-11, 22-29, 16-10             |           |                                                |        |  |  | SporTV |
| 27 de Julho 18:30 | Pts: Guillent 15 Rbts: Miguel Marriaga 5 Asts: Guillent 4 |           | Pts: Neto 15 Rbts: Felício 9 Asts: Luz, Neto 3 |        |  |  | SporTV |

### Disputa do Sétimo Lugar
| 28 de Julho 11:00 |  | Peru | 63–90 | Equador |  |  |  |

### Disputa do Quinto Lugar
| 28 de Julho 13:30 |                                              | Paraguai | – | Chile |  | Isla Margarita |  |
| 28 de Julho 13:30 | Placar por quarto: 21-9, 21-13, 15-17, 18-10 |          |   |       |  | Isla Margarita |  |

### Disputa do Terceiro Lugar
| 28 de Julho 16:00 | Relatório | Uruguai                                                   | 61–66 | Brasil                                             |  | Isla Margarita |  |
| 28 de Julho 16:00 | Relatório | Placar por quarto: 17-18, 12-18, 18-21, 14-9              |       |                                                    |  | Isla Margarita |  |
| 28 de Julho 16:00 | Relatório | Pts: Rodríguez 26 Rbts: Mathias Calfani 6 Asts: Osimani 5 |       | Pts: Benite 16 Rbts: Hettsheimer 10 Asts: Benite 3 |  | Isla Margarita |  |

### Final
| 28 de Julho 18:30 | Relatório | Argentina                                         | 65–74 | Venezuela                                      |  | Isla Margarita |  |
| 28 de Julho 18:30 | Relatório | Placar por quarto: 16-14, 15-15, 11-19, 23-26     |       |                                                |  | Isla Margarita |  |
| 28 de Julho 18:30 | Relatório | Pts: Safar 16 Rbts: Leiva 10 Asts: Laprovittola 2 |       | Pts: Vásquez 24 Rbts: Vargas 6 Asts: Vásquez 4 |  | Isla Margarita |  |

## Colocações Finais
| Rank     | Time      | Recorde |
| -------- | --------- | ------- |
| 1        | Venezuela | 5-0     |
| 2        | Argentina | 4-1     |
| 3        | Brasil    | 3-2     |
| 4º Lugar | Uruguai   | 2-3     |
| 5º Lugar | Paraguai  | 3-2     |
| 6º Lugar | Chile     | 2-3     |
| 7º Lugar | Equador   | 1-4     |
| 8º Lugar | Peru      | 0-5     |